# PKP-Baureihe Os24
Die PKP-Baureihe Os24 war eine Personenzug-Schlepptenderlokomotivreihe der Polnischen Staatsbahnen (PKP). Die 60 Exemplare der Baureihe wurden in den Jahren 1926 bis 1927 erbaut, die letzten wurden 1970 aus dem Betrieb genommen.

## Geschichte

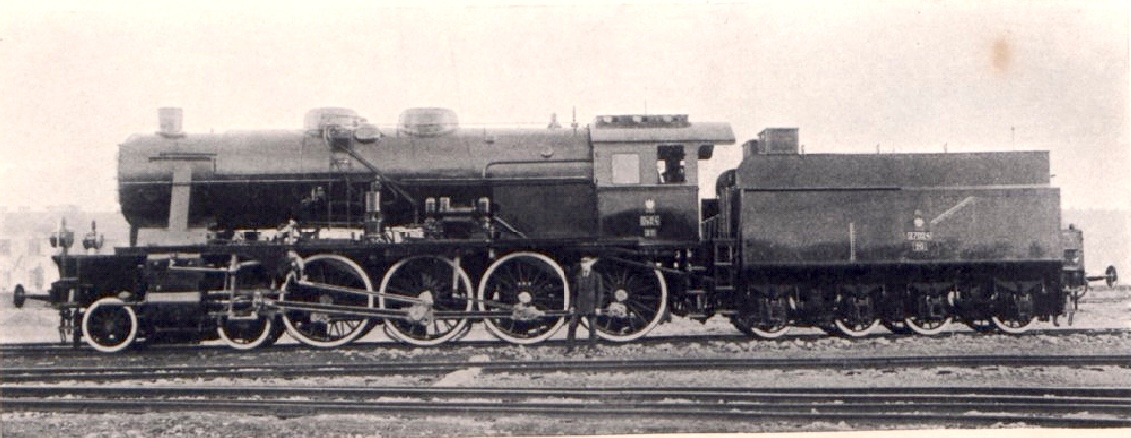
PKP-Baureihe Os24

Nach dem Ersten Weltkrieg bestand der Fahrzeugpark der neugegründeten PKP aus einer Vielzahl an Baureihen vor allem preußischer, österreichischer und russischer Herkunft, die teilweise nur in geringen Stückzahlen vorhanden waren. Dennoch bestand zunächst Lokmangel. Um diesen und den mit der großen Anzahl an Baureihen verbundenen hohen Unterhaltungsaufwand zu reduzieren, begann die PKP bald mit der Beschaffung neuer Lokomotiven. Zunächst verzichtete die PKP auf die zeitaufwändige Entwicklung eigener Baureihen und beschaffte verschiedene bewährte Konstruktionen amerikanischen, preußischen und österreichischen Ursprungs, die lediglich leicht für die eigenen Zwecke modifiziert wurden.
Als Muster für eine leistungsfähige Personenzuglokomotive, die auch im Schnellzugverkehr eingesetzt werden konnte, wählte die PKP die in Achsfolge 2’D ausgeführte Reihe 570 der Südbahn aus dem Jahr 1915 und deren ab 1923 produzierte Weiterentwicklung als BBÖ 113 durch die Bundesbahnen Österreich (BBÖ) und erwarb eine entsprechende Lizenz. Die Os24 unterschieden sich nur in Details von ihren Vorbildern. Fablok in Chrzanów lieferte in den Jahren 1925 bis 1927 insgesamt 60 Lokomotiven dieser Baureihe.
Die PKP setzte die Lokomotiven auf den langen Strecken in Ostpolen ein, vor allem vor den dort vielfach Schnellzugaufgaben übernehmenden Fernpersonenzügen. Dieses Einsatzgebiet führte dazu, dass nach dem Überfall auf Polen 1939 nur zehn Lokomotiven dieser Reihe zur Deutschen Reichsbahn kamen. Diese ordnete die Lokomotiven 1941 in die Baureihe 33.2 ein, sie erhielten die Nummern 33 201–210. Das Einsatzgebiet blieb weitgehend gleich, anders als bspw. die PKP-Baureihe Pt31 blieben die Os24 in Polen und wurden bis mindestens 1943 von der Ostbahn im Generalgouvernement eingesetzt. Die übrigen Lokomotiven befanden sich in den 1939 von der Sowjetunion besetzten ostpolnischen Gebieten und wurden von den sowjetischen Eisenbahnen übernommen. Diese konnte die meisten Lokomotiven nach dem deutschen Überfall auf die Sowjetunion 1941 vor dem Zugriff der Wehrmacht in Sicherheit bringen, lediglich weitere sechs Os24 ergänzten die bei der Ostbahn vorhandenen zehn Exemplare. Im weiteren Kriegsverlauf gab die Ostbahn einen Teil der Lokomotiven dieser Reihe ins Reich ab, sie wurden gegen Ende des Krieges überwiegend auf österreichischen Strecken eingesetzt.
Nach Ende des Krieges verblieb die Mehrzahl der Lokomotiven in der Sowjetunion. Die in Österreich befindlichen Lokomotiven wurden von der UdSSR als Kriegsbeute beschlagnahmt und 1948 an die PKP zurückgegeben. Diese nummerte die verbliebenen 15 Lokomotiven neu als Os24-1 bis -15 um und setzte sie bis Ende der 1960er Jahre ein. Die als letztes Exemplar am 17. April 1970 ausgemusterte Os24-7 steht, allerdings mit der falschen Nummer Os24-10, als Museumslokomotive im Eisenbahnmuseum Warschau.